# Cheirogaleus sibreei
Cheirogaleus sibreei là một loài động vật có vú trong họ Cheirogaleidae, bộ Linh trưởng. Loài này được Forsyth Major mô tả năm 1896.

## Hình ảnh

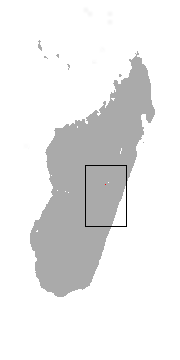